# Krav-maga
Le krav maga (ou krav-maga) (hébreu קְרַב מַגָּע [ˈkʁav maˈɡa], littéralement « combat avec contact » dans le sens de combat rapproché), est une méthode de combat qui met l'accent sur les techniques d'autodéfense et de contre-attaque ; elle a été développée en Israël à partir de l'expérience militaire, puis étendue à des usages civils. Elle est inspirée à l'origine par les combats de rue auxquels Imi Lichtenfeld devait se livrer dans les années 1930 à Bratislava pour protéger la communauté juive contre des groupes fascistes. Par la suite cependant, le krav-maga subit une transformation importante quand il fut transposé au Moyen-Orient, dans le contexte de la guerre israélo-arabe de 1948, et mis au service de l'occupation de la Palestine. 
Le krav-maga est officiellement créé par Imi Lichtenfeld en 1964, lorsqu'il ouvre une école à Netanya, en Israël. La méthode combine des techniques provenant de la boxe, du judo, du ju-jitsu et de la lutte. Le krav-maga se distingue des arts martiaux par l'absence de règles qui limiteraient l'usage de la violence. Le krav-maga privilégie effectivement les techniques permettant de neutraliser un adversaire de la manière la plus rapide et efficace possible. Ainsi, ses techniques visent essentiellement les points faibles du corps humain.
C'est le système d'autodéfense et de combat au corps à corps officiel de l'armée et des services spéciaux israéliens, pour des luttes au corps à corps. La méthode est utilisée par de nombreux services de police et forces militaires dans le monde tels qu'aux États-Unis (FBI, DEA, Marine Corps), en France (GIGN, RAID, Légion étrangère) et au Royaume-Uni (SAS).
Le krav-maga est associé, selon plusieurs spécialistes, à une idéologie politique nationaliste israélienne. Son usage hors situations d'autodéfense par des groupes d'extrême droite israéliens, confère à la pratique une image sulfureuse.

## Histoire
Élaboré à l'origine par des juifs ashkénazes en réponse à des violences antisémites en Europe, le krav-maga est intégré comme technique d'autodéfense offensive par les troupes sionistes avant 1948 puis par l'armée israélienne. Il se diffuse dès les années 1960 dans la société civile israélienne, puis il s'internationalise dès 1980.

### Fondation
L'origine du krav-maga remonte à la fin du XIXe siècle, quand des juifs de Russie, relégués dans la zone de résidence, commencent à organiser leur autodéfense. Des groupes constitués par le parti ouvrier juif, le Bund, se forment lors des pogroms de Kichinev dans les premières années du XXe siècle siècle en réponse aux attaques antisémites.
Le krav-maga continue d'être utilisé en Europe, à l'instigation du Bund, notamment lors du soulèvement du ghetto de Varsovie.
Il est aussi mobilisé par des militants juifs qui se rendent en Palestine dans les années 1920-1930, mais ces militants se recrutent pour la plupart dans les rangs d'un sionisme « fascisant », tel le sionisme révisionniste de Vladimir Jabotinsky, selon E. Dorlin, et non plus dans les rangs socialistes du Bund, mouvement juif antisioniste, hostile à la colonisation de la Palestine. Vladimir Jabotinsky est le théoricien de l'« autodéfense offensive » « qui va, dans une certaine mesure, dévoyer la philosophie, presque vitaliste, de l'autodéfense, en une philosophie nationaliste […] ». La philosophie du krav-maga subit alors une mutation radicale, sous l'influence de Vladimir Jabotinsky qui, dans La Muraille d'acier, conçoit le krav-maga comme une technique d'« […] un corps d'élite armé qui a vocation à organiser l'occupation de la Palestine et à créer l'Etat d'Israël », selon Elsa Dorlin ; il théorise, dans cet ouvrage « l'autodéfense dans sa version nationaliste, comme politique de colonisation […] ».
Le krav-maga est mis en pratique par la Haganah, principale organisation paramilitaire de la population juive (« Yishouv ») en Palestine mandataire entre 1920 et 1948, puis repris par l'armée israélienne, Tsahal.
Il est systématisé en tant que discipline à part entière par Imi Lichtenfeld, juif hongrois né à Budapest en 1910, arrivé en Palestine vers 1942. Dans les années 1930, face à la montée du fascisme en Europe, et pendant la Seconde Guerre mondiale, Imi Lichtenfeld réunit autour de lui un groupe de jeunes athlètes, dont la mission est de protéger la communauté juive locale. Il prend part à de nombreux combats de rue. Son action le rend impopulaire auprès des autorités locales. Il se rend, en 1942, en Palestine mandataire, après un passage dans les troupes britanniques. Il rejoint alors la Haganah, formation para-militaire juive préfigurant l'armée israélienne, et fait partie des troupes de choc, appelées le Palmach, où il enseigne le kapap, la lutte et la gymnastique.
Imi Lichtenfeld prend part à la guerre israélo-arabe de 1948. Il rejoint l'armée, en tant que chef-instructeur pour l’éducation physique et le combat au corps à corps militaire (Kapap/krav-maga). Son objectif est de développer une méthode simple, efficace et rapidement assimilable, pour répondre aux besoins de l’armée : les techniques naissent d’un réajustement progressif rendu possible par les retours d’expérience sur le champ de bataille. Après une mission de deux années en Éthiopie, Imi Lichtenfeld quitte le service actif en 1964. Il ouvre, par la suite, une école à Netanya et crée officiellement le krav-maga (littéralement « combat rapproché » en hébreu). C'est à cette époque, en novembre 1964, que Eli Avikzar commence à s'entraîner avec lui et finit par devenir instructeur principal. Il devient la première personne à obtenir une ceinture noire de krav-maga, remise par Imi Lichtenfeld le 5 janvier 1971.

### Expansion
Après avoir formalisé des principes du krav-maga (par exemple : chemin le plus court, défense et contre-attaque simultanées) qui restent cependant désordonnés, Imi Lichtenfeld et son équipe structurent leurs découvertes pour pouvoir les enseigner.
Une première étape dans l'expansion est franchie vers 1963-1964, quand le krav-maga se diffuse au-delà de l'armée, auprès des civils en Israël ; la formation est dispensée jusque dans les écoles. Chaque citoyen devient alors, selon la philosophe Elsa Dorlin, « une petite unité martiale et létale », chargée de « défendre » l’État d'Israël ; la société aurait été conditionnée, selon cette philosophe, pour penser que le recours au krav-maga est la posture civique par excellence.
1980 marque le début de l’internationalisation du krav-maga, auparavant circonscrit au seul État d’Israël. Imi Lichtenfeld autorise ses disciples les plus doués à enseigner cette méthode à travers le monde, entre autres Eyal Yanilov aux États-Unis, ou encore Kobi Lichtenstein (en) en Amérique du Sud.
En 1984, la fédération de krav-maga donne le grade de ceinture noire à deux élèves américains, Allen Feldman et Darren Levine. En 1985, Eli Avikzar part aux États-Unis en tant que représentant de la fédération de krav-maga puis y retourne pour y donner son premier entraînement au département de police de Los Angeles.
C'est en 1988 qu'Imi Lichtenfeld confie à Richard Douieb la mission d'ouvrir la première école européenne de krav-maga en France.
Le FBI, la DEA, les marines, le GIGN et les SAS popularisent cette nouvelle forme de close combat auprès du grand public et de nombreux clubs commencèrent à proposer aux civils une façon différente de pratiquer l'autodéfense — principalement sous l’impulsion de Darren Levine (en) en Amérique du Nord et de Richard Douieb en Europe, qui fut notamment formateur au GIGN durant douze années consécutives. Richard Douieb fonde la Fédération européenne de krav-maga (FEKM) en 1997. Il existe trois formes de cette technique de combat : une est utilisée par les forces de sécurité (militaires, forces spéciales), une autre par les forces de l'ordre (gardes du corps, police, agents de sécurité) et la dernière est destinée à un usage civil.
Le décès du fondateur, Lichtenfeld, en 1998 marque le début des dissensions au sein des instances dirigeantes (Yanilov a quitté la fédération de krav-maga en 1996). Peu avant sa disparition, Lichtenfeld affirme encore que son vœu le plus cher est que « chaque enfant sache se défendre, élevé dans le respect d’autrui ».

## Objectifs
L’objectif du krav-maga est l’apprentissage de la défense en un minimum de temps de formation, et essaie de s'adresser à un large public[réf. nécessaire]. Le krav-maga n’est pas conçu comme un art martial ni comme un sport, mais comme une méthode de combat rapproché. La dimension spirituelle ou philosophique associée à certains arts martiaux est inexistante. 
Le krav-maga se caractérise par l’absence de règles. Il se distingue aussi par sa brutalité, qui prend la forme notamment de frappes avec les coudes et les genoux. La méthode devant être intégrée rapidement pour la formation des soldats, elle ne s’appuie pas sur des qualités physiques particulières et n’est pas réservée à des troupes d’élites. La simplicité est déterminante.[réf. nécessaire]
En son temps, Imi Lichtenfeld fonde sept principes du krav-maga[réf. nécessaire] :
- « Éviter les situations dangereuses » : le krav-maga est un principe de prévention et de bon sens pour « éviter de se retrouver dans une situation dangereuse » (par exemple : en faisant de l’auto-stop, éviter les individus peu engageants, éviter de traverser à pied un quartier dangereux en ville, etc.). De plus, si le combat est évitable, le fuir.
- « Réflexes naturels » : le krav-maga est un ensemble de techniques basées sur « les réflexes naturels » du corps humain.
- « La voie la plus courte » : se défendre et attaquer par la voie la plus courte et depuis la position où l’on se trouve, en privilégiant « le minimum de prise de risque pour soi-même ».
- « Ne pas sortir blessé » : en fonction de la situation, et selon l'environnement, il faut prendre en compte tous les facteurs du danger pour éviter d'être blessé.
- « Points sensibles » : utiliser « les points sensibles » du corps humain (yeux, gorge, parties génitales) pour atteindre ou maîtriser l’adversaire
- « Objets à portée, puis armes naturelles » : essayer d’utiliser en priorité « tous les objets à sa portée », puis les armes naturelles du corps en dernier recours.
- « Tous les coups sont permis » : pas de règles à respecter, aucune limitation sur le plan des techniques, pas d’interdit, « tous les coups sont permis »[9].

### Priorités
Tout comme le close combat, le krav-maga se caractérise par différentes techniques incapacitantes ou létales.
Les coups sont donc focalisés sur des cibles anatomiques comme : les yeux, la nuque, les genoux, la gorge et les parties génitales. Le combattant cherche systématiquement à prendre l’initiative de l’assaut, puis à neutraliser la menace (sans systématiquement rechercher le maximum de dégâts). La défense est donc toujours un pis-aller (récupération de l’initiative), visant à rétablir l’action offensive. Le déplacement est toujours en avançant (forward drive).
Dans une situation donnée, la réponse doit être immédiate, aussi forte que nécessaire, tout en restant adaptée à la situation, sans appel, naturelle et choisie pour servir un objectif précis, comme : déconcentrer, fuir, immobiliser au sol, neutraliser, voire tuer. Il en résulte trois ensembles de techniques suivant que l’enseignement soit destiné à l’armée, à la police ou à des civils. En effet, les objectifs ne sont pas les mêmes dans ces catégories : attaquer, neutraliser ou se défendre.

### Entraînement
Le krav-maga ne présuppose pas que les combattants respectent un ensemble de règles. En particulier, l’entraînement insiste sur des situations atypiques telles que : la réaction à une attaque surprise ; le combat à mains nues contre un adversaire armé d’une arme tranchante (un couteau) éventuellement dissimulée, une arme contondante (une batte de baseball) ou une arme à feu ; anticipation à ce que l’adversaire sorte une arme ou/et s’en serve ; le combat contre plusieurs adversaires, sortir d’une situation d’encerclement ; et la protection d'une tierce personne.

## Aspects idéologiques
Le krav-maga est présenté par certains auteurs comme intimement lié à « l'identité nationale » israélienne. Il en va ainsi du chercheur Guy Mor, qui souhaite promouvoir le krav-maga comme héritage culturel israélien, ou de Paul Szyarto, entrepreneur et producteur d'un film sur le « système d'autodéfense israélien » et pour qui le krav-maga symbolise parfaitement le caractère à la fois éthique et courageux des Israéliens, conçus comme un groupe singulier. Ces auteurs attribuent au peuple israélien une essence propre, présentée positivement.
L'anthropologue Joergen Schaflechner analyse ces considérations liant le krav maga à une identité collective supposée, comme relevant de « projections nationalistes » peu solides. Les discours qui idéologisent le krav maga ont leur origine, selon lui, dans la doctrine du judaïsme du muscle (en) élaborée à la fin du XIXe siècle par Max Nordau. L'objectif du judaïsme du muscle étant de « remodeler la communauté juive pour en faire un peuple martial, capable de protéger ses intérêts afin de permettre l'avènement du sionisme ».
Pour Todd Samuel Presner, spécialiste de la culture juive moderne, l'histoire idéologique du krav-maga est parfois occultée, notamment aux Etats-Unis : le krav-maga n'est pas seulement un type d'entraînement physique, de gymnastique de forme (fitness) ou une technique d'autodéfense, écrit ce chercheur, « il est né comme un élément essentiel de la violence fondatrice de la formation de l’État : après la guerre d’indépendance israélienne, le krav-maga a été soutenu et développé par l’armée israélienne afin de combattre et réprimer l’opposition palestinienne ». Il est lié à l'idéologie nationaliste israélienne,.

## Critiques
Le krav-maga met en œuvre des techniques qui, portées suffisamment fort, peuvent être létales.
L'initiation au krav maga, même si les instructeurs voudraient que cette technique soit réservée aux cas d'autodéfense, apprend néanmoins aux élèves à potentiellement tuer leur adversaire. Selon Le Nouvel Observateur, « le krav-maga n’est pas un art martial : il n’y existe aucune règle de forme ni précaution vis-à-vis de l’intégrité physique de son adversaire. ».
Autre critique : le krav maga est largement pratiqué dans des groupes juifs d’extrême droite ; en certaines occasions, ces groupes ont eu recours au krav-maga pour attaquer et non pour se défendre. Il joue un rôle important, par exemple, dans les activités de la Ligue de défense juive (liée au parti Kach dissout pour racisme),.
Le krav-maga conserve une marque communautaire (juive), en dépit de son expansion,.
Selon l'anthropologue Jürgen Schaflechner, la diffusion du krav-maga à l'échelle internationale mobilise des stéréotypes associés à Israël, en particulier une valorisation mythique de l'« armée israélienne invaincue ». Les discours qui ont favorisé l'exportation du krav maga hors d'Israël associent la force de frappe de l'armée israélienne et celle du krav maga, en passant sous silence l'occupation des Territoires palestiniens, toujours selon le chercheur Jürgen Schaflechner ; de tels discours présentent l'oppression militaire comme une forme d'«autodéfense».
Le krav-maga a pu être rapproché d'autres techniques de combat en vogue comme le sambo russe ou le jiu-jitsu brésilien, dans le style Gracie ; le recours de plus en plus fréquent à l'étranglement par la police aux États-Unis au XXe siècle serait, selon le magazine Jacobin, lié au succès de ces méthodes de combat particulièrement agressives.

## Principales organisations

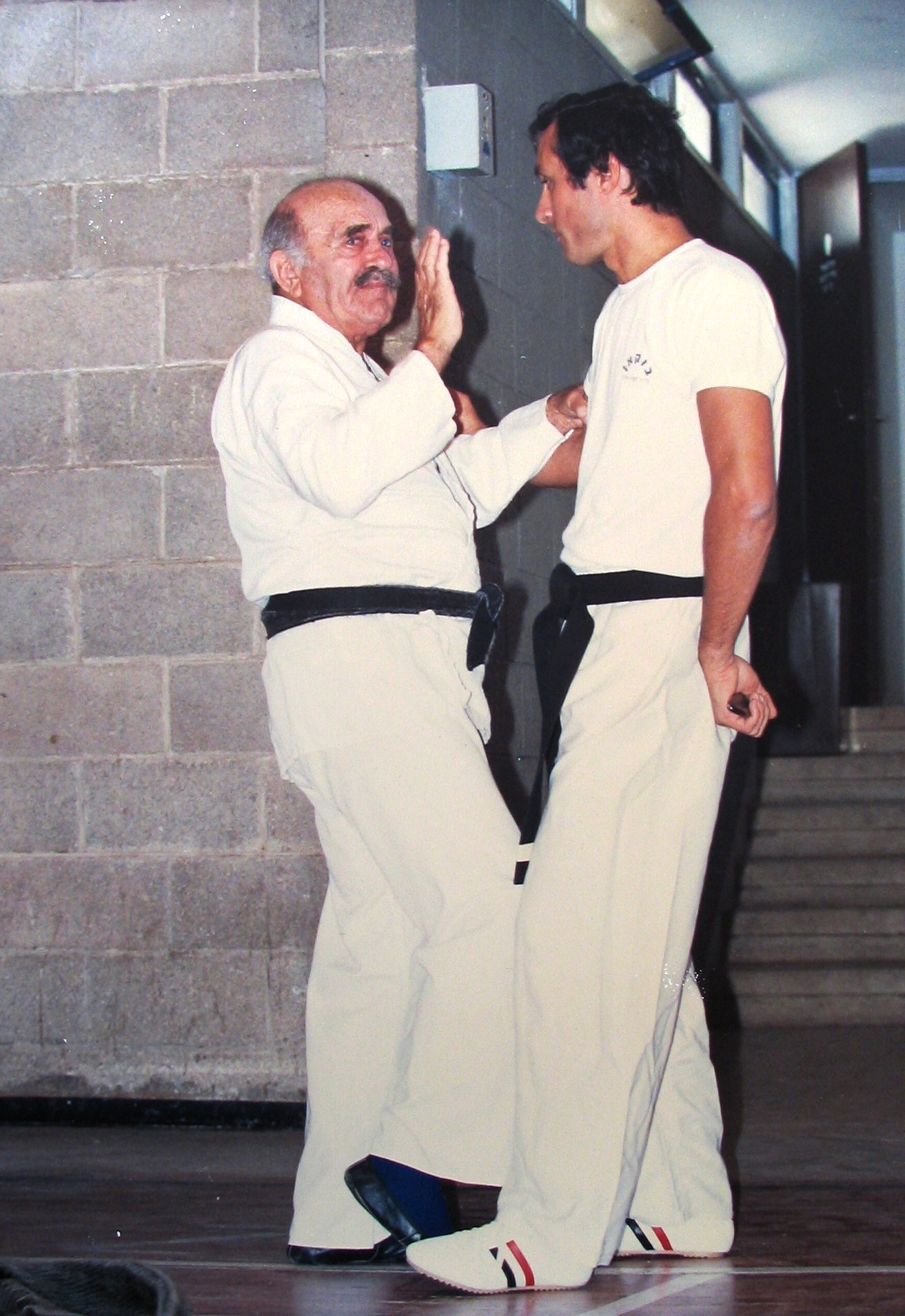
Grand maître Imi Lichtenfeld et Yaron Lichtenstein

Depuis la mort d'Imi Lichtenfeld, un certain nombre de fédérations se sont développées en Europe et dans le monde :

### En France
À la fin des années 1980, Richard Douieb est nommé représentant officiel du krav-maga en Europe par Imi Lichtenfeld et fonde la première école en France en 1987. Totalement inconnue à son arrivée — à l'exception de rares initiés formés en Israël — cette discipline commence, sous son impulsion, à être reconnue par le grand public et les professionnels de la sécurité. Il commence donc à enseigner et forme des instructeurs, tout en posant les fondements d'une structure supra-nationale.
Il se rend régulièrement en Israël, pour compléter sa formation en krav-maga et obtient son 4e darga en 1990. Ses premiers stages ont lieu en Suisse au sein de la société F.O.R.S. (Organisation de recherche technique dans la sécurité). En 1993, Richard Douieb devient le formateur exclusif en combat rapproché du Groupe d'intervention de la gendarmerie nationale (GIGN) français, responsabilité qu’il assume jusqu'en 2005. En 1994, il débute la formation de la direction de la Police et des Sport de Lausanne, sous forme de stages réguliers.
En 1997 est fondée la Fédération européenne de krav-maga, basée en France, pour structurer cette discipline et faire face à une demande de plus en plus grande en France et dans le reste de l'Europe, ainsi que pour assurer une formation de qualité aux enseignants.
De 2006 à 2011, les clubs français de la FEKM ainsi que plusieurs autres fédérations de krav-maga sont officiellement affiliés à la Fédération française de karaté et disciplines associées (FFKDA) ou à la Fédération française du sport travailliste afin d'asseoir leur présence et leur structure fédérale en France.

## Pratiquants

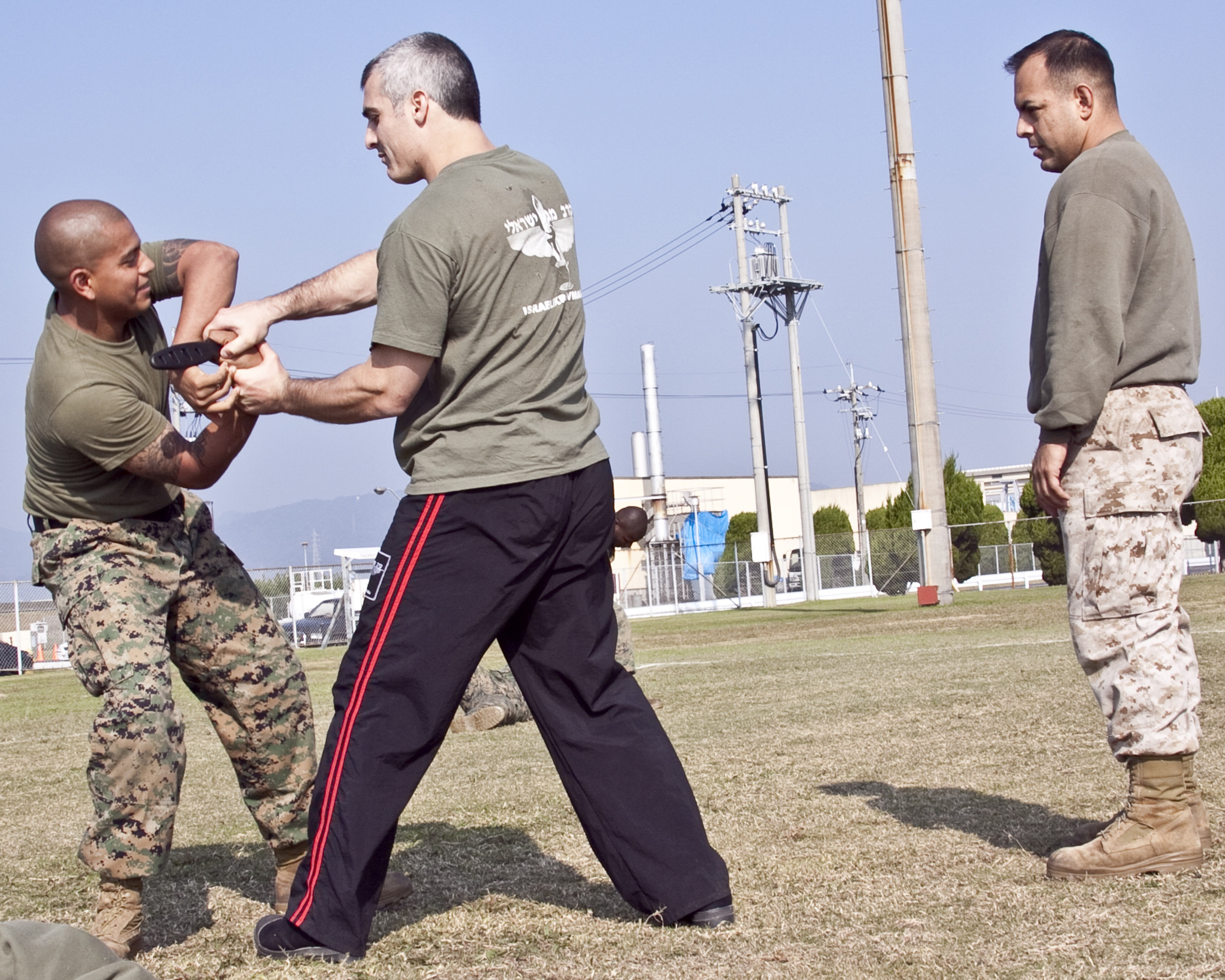
Soldats américains avec un instructeur de krav-maga.

De nombreuses forces de sécurité utilisent le krav-maga dans différents pays. C'est le cas notamment des forces israéliennes, comme Tsahal et le Mossad et américaines avec le FBI, le SWAT ou encore les Marines. En France, l'armée française l'utilise, ainsi que les groupes d'élite de la gendarmerie (GIGN) et de la police nationale (RAID/BRI).
Dans le monde entier et notamment en Israël, IKMF forme des unités d’élites de l’armée, des forces de l’ordre et propose un cahier technique dédié aux : forces de l’ordre, Protection Rapprochée, Militaire, Civils avec, en plus pour les civils, des cours pour les enfants, les adolescents, les femmes et les personnes handicapées.
Le krav-maga rencontre également un intérêt certain chez les civils, via le développement de fédérations en Europe, en Amérique du Nord et dans d'autres régions du monde. La Fédération européenne de krav-maga (FEKM) compte par exemple plus de 13 000 licenciés répartis dans dix pays, dont environ 10 000 en France.

## Culture populaire
Le krav-maga est un style de combat qui s'est également popularisé dans les médias comme la télévision, le cinéma et les jeux vidéo.
- Dans la série Nikita[25],[26], les agents de la Division pratiquent le krav-maga.
- Dans le film L'Affaire Rachel Singer de John Madden (2011), les protagonistes, agents du Mossad, s'entraînent au krav-maga[27],[28].
- Dans Grand Theft Auto IV, le protagoniste Niko Bellic pratique le krav-maga[29]